# Сан Пјетро (Ђенова)
Сан Пјетро је насеље у Италији у округу Ђенова, региону Лигурија.
Према процени из 2011. у насељу је живело 79 становника. Насеље се налази на надморској висини од 299 м.